# Josef Haas (Skilangläufer)
Josef «Sepp» Haas (* 3. August 1937 in Marbach LU; † 18. Januar 2024 ebenda) war ein Schweizer Skilangläufer, der in den 1960er und 1970er Jahren an Wettkämpfen teilnahm. Danach war er Trainer der Schweizer Nationalmannschaft. In der Politik war er als Gemeinderat und Luzerner Grossrat aktiv.
Im Jahr 1966 nahm Haas in Oslo an seiner ersten Weltmeisterschaft teil und belegte dabei den 26. Platz über 15 km, den 22. Rang über 30 km sowie den 15. Platz über 50 km. Zudem errang er dort zusammen mit Konrad Hischier, Denis Mast und Alois Kälin den sechsten Platz in der Staffel und wurde im Jahr 1967 Schweizer Meister über 15 km und 50 km. Bei den Olympischen Winterspielen 1968 in Grenoble erreichte er über die 50-Kilometer-Distanz den dritten Rang und holte damit die erste olympische Langlaufmedaille für die Schweiz. Über 4 × 10 km wurde er mit der Staffel an der Seite von Konrad Hischier, Alois Kälin und Flury Koch Fünfter und über 15 km 18. Im Jahr 1969 trat er vom Spitzensport zurück und absolvierte die Ausbildung zum Förster. Er arbeitete als Revierförster in Marbach. Von 1978 bis 1980 war er Schweizer Nationaltrainer im Langlauf.
Von 1983 bis 2000 war er Gemeinderat von Marbach und von 1979 bis 1991 Grossrat des Kantons Luzern.

## Auszeichnungen
- Schweizer Sportler des Jahres: 1968